# Laccio (coreografo)
Laccio, pseudonimo di Emanuele Cristofoli (Terracina, 25 giugno 1981), è un coreografo, ballerino e direttore artistico italiano.

## Biografia
Nato a Terracina, Cristofoli inizia a ballare sin dall'infanzia. Contemporaneamente si diploma come interior designer presso l’Istituto Europeo di Design a Roma. Lo pseudonimo Laccio gli venne affibbiato dalla propria insegnante di danza.
Tra il 2002 e il 2003 inizia a lavorare come ballerino nei video musicali di Tiziano Ferro, apparendo in L'olimpiade, Le cose che non dici e Xverso.
Ha fondato la compagnia Modulo Project, di cui è direttore artistico, assieme alla compagna Manuela Saccardi, Laura Bernardini e Fabio Bernardini, in arte Shake.
Nel 2020 collabora con Paolo Sorrentino in The New Pope.  Dal 2020 al 2023 è direttore artistico e coreografo della versione italiana di X Factor. Nel 2022 è coreografo del tributo a Raffaella Carrà del Festival di Sanremo e direttore artistico dell'Eurovision Song Contest 2022. Cura inoltre l'esibizione del gruppo italiano Måneskin al Saturday Night Live. Nel 2024 è direttore artistico della 27ª edizione della Notte della Taranta.

## Vita privata
Critofoli convive con la ballerina e coreografa Manuela Saccardi in provincia di Mantova. La coppia ha un figlio, Tommaso, nato nel 2014.

## Filmografia

### Film
- Una domenica notte regia di  Giuseppe Marco Albano (2011) - coreografo
- Loro regia di Paolo Sorrentino (2018) - coreografo

### Serie televisive
- Adrian, serie TV (2020) - coreografo
- The New Pope, serie TV (2020) - coreografo

## Programmi televisivi
- Scalo 76 (Rai 2, 2008) - coreografo
- Stasera niente MTV (MTV Italia, 2008) - coreografo e ballerino
- La sai l'ultima? (Canale 5, 2008) - coreografo e ballerino
- Barbareschi Sciock (Rai 3, 2010) - coreografo e ballerino
- Domenica Cinque (Canale 5, 2009-2010) - coreografo e ballerino
- Wind Music Awards (Rai 1, 2010-2011) - coreografo
- The Show Must Go Off (LA7, 2012) - coreografo e ballerino
- Gianni Morandi - Live in Arena (Canale 5, 2013) - coreografo delle esibizioni di Cher e Raffaella Carrà
- The Voice of Italy (Rai 2, 2013-2016) - coreografo e direttore artistico
- MTV Awards 2014 (MTV Italia, 2013-2016) - coreografo
- Ti lascio una canzone (Rai 1, 2015) - direzione artistica
- Laura & Paola (Rai 1, 2016) - coreografo dell'esibizione di Biagio Antonacci
- Tada' (RTV 38, 2016) - coreografo
- Dance Dance Dance (Fox Life, 2016-2017) - direttore artistico (2016), coreografo (2017)
- Facciamo che io ero (Rai 2, 2017) - coreografo
- La sai l'ultima? (Canale 5, 2019) - coreografo
- 55 passi nel sole (Canale 5, 2019) - coreografo
- X Factor (Sky Uno, 2020-2023) - coreografo e direttore artistico
- Saturday Night Live (NBC, 2022) - direttore artistico dell'esibizione dei Måneskin
- Festival di Sanremo (Rai 1, 2022) -  coreografo TIM Show (2017), coreografo del tributo a Raffaella Carrà (2022)
- Michelle Impossible & Friends (2022-2024) - coreografo e direttore artistico

## Teatro

### Ballerino
- Dignità autonome di prostituzione, di Luciano Melchionna, regia di  Luciano Melchionna, coreografie di Amala Dianor. Teatro Bellini di Napoli (2011)

### Coreografo
- Neapolis, regia di Stefano Furlan, musiche di Ennio Morricone, coreografie di Emanuele Cristofoli. (2009)
- D.N.A. di Dennis Kelly, regia di Stefano Furlan, coreografie di Emanuele Cristofoli. Teatro Belli di Roma (2010)
- I Live You, Uomo Immagine Suono, di Romano Marini Dettina, regia di Romano Marini Dettina, coreografie di Emanuele Cristofoli. Teatro Olimpico di Roma (2010, 2012)
- Tutti pazzi per Jamie, di Tom MacRae e Dan Gillespie Sells, regia di Piero De Blasio, coreografie di Emanuele Cristofoli. Tour in Italia (2022-2023)

## Tour ed eventi

### Ballerino
- GATORADE – Live Show - Dancer  (2003)
- OMNITEL – Live Show - Dancer  (2003)
- Wu-Tang Clan European Tour dei Wu-Tang Clan (2004)
- 111% Tour 2004-2005 di Tiziano Ferro (2004-2005)
- Metamorfosi Tour di Raf (2009)
- Hayrola International Tour di Hande Yener (2009)

### Coreografo e direttore artistico
- Pitti Uomo Sweet Years After Show (2008)
- Frankie Morello Fashion Show (2008)
- MEG Live Show di Meg (2008)
- Hayrola International Tour di Hande Yener (2009)
- Esibizione ai Powerturk Turk Music Awards di Hande Yener  (2009)
- Esibizione agli MTV Special di Hande Yener  (2009)
- Metamorfosi Tour di Raf (2009)
- Miss Italia nel mondo 2009 (2009)
- Louis Vuitton Rome Opening Show (2012)
- Calzedonia Fashion Show (2013, 2015-2019)
- Esibizione a The Voice of Italy di Robin Thicke (2013)
- Women's World Championship (2014)
- Show Indor di Enigma (2014)
- MTV Awards 2014 (2014)
- Ford Transit Go Further Show (2014)
- Tezenis Fashion Show (2014-2018)
- Cinecittà World Show (2015)
- Expo 2015 Opening Ceremony (2015)
- Monte-Carlo Film Festival de la Comédie (2015)
- MTV Europe Music Awards 2015 (2015)
- Samsung Laser Show (2016)
- Saber Aceitar Tour 2017 di Virgul (2017)
- Davide Campari-Milano Killer in Red Show (2017)
- Rinascente Opening Night (2017)
- Aldo Coppola Fashion Show (2018)
- Vogue Italia – A Celebration for Mina (2018)
- Esibizione agli MTV Europe Music Awards 2019 di Ava Max (2019)
- Nike Fashion Show (2019)
- Missoni Fashion Show (2019)
- Benetton Fashion Show (2019-2020)
- Camera nazionale della moda italiana Opening Show (2020)
- Calendario Pirelli Show (2021)
- Alessandro Vigilante Fashion Show (2021)
- UEFA Euro 2020 Opening Ceremony (2021)
- Esibizione al Premio Lo Nuestro di Laura Pausini (2022)
- Esibizione al Festival di Sanremo 2022 di Laura Pausini (2022)
- Eurovision Song Contest 2022 (2022)
- Notte della Taranta (2024)[10]

## Video musicali

### Ballerino
- L'olimpiade di Tiziano Ferro (2002)
- Le cose che non dici di Tiziano Ferro (2003)
- Xverso di Tiziano Ferro (2003)
- Le cose che non dici di Tiziano Ferro (2003)
- Get Involved di Timbaland e Missy Elliott (2009)
- Un desiderio arriverà di Silvia Aprile (2009)
- Il mare immenso di Giusy Ferreri (2011)

### Coreografo
- Distante di Meg (2008)
- Un desiderio arriverà di Silvia Aprile (2009)
- Per dimenticare degli Zero Assoluto (2009)
- Get Involved di Timbaland e Missy Elliott (2009)
- Non è una canzone di Fabrizio Moro (2010)
- Pioggia d'estate di Paola & Chiara (2010)
- Se fosse per sempre di Biagio Antonacci (2010)
- Waiting for saturday di Kaya Jones (2011)
- Per un attimo di Roberta Bonanno (2011)
- Era Meglio Prima di J-Ax (2011)
- Il mio giorno migliore di Giorgia (2011)
- Il mare immenso di Giusy Ferreri(2011)
- Vedo nero di Zucchero Fornaciari (2011)
- Splendida Stupida di Micaela Ramazzotti (2013)
- L'amore è un'altra cosa di Arisa (2013)
- Santa Claus Is Coming to Town di Mario Biondi (2014)
- Dio è morto di Gianna Nannini (2015)
- Cortocircuito di Biagio Antonacci (2016)
- Luce che entra di Lorenzo Fragola (2016)
- Se avessi un cuore di Annalisa (2016)

### Direttore creativo
- Mi ami mi odi di Elodie (2025)

## Campagne pubblicitarie
- Campagna per Inedito World Tour di Laura Pausini (2011) - coreografo
- Campagna per Agon Channel (2013) - coreografo
- Campagna per Calzedonia (2016) - regista e coreografo
- Campagna per TIM (2017-2018) - coreografo
- Campagna per Asus (2018) - coreografo
- Campagna per Postepay (2018) - coreografo
- Campagna per Ferrero (2019) - coreografo
- Campagna per Facile.it (2021) - coreografo
- Campagna per Furla (2021) - coreografo
- Campagna per Sacreste di Laboratorio Olfattivo (2021) - direttore creativo
- Campagna Athleisure per Alberta Ferretti (2021) - direttore creativo